# Championnat d'Allemagne de hockey sur glace
 (janvier 2023).
Pour les articles homonymes, voir DEL.
La Deutsche Eishockey Liga (DEL) est la ligue professionnelle de hockey sur glace de première division en Allemagne.
À la suite de la décision très critiquée de fermer la ligue comme dans les championnats nord-américains (suppression du système de promotion-relégation), la montée du champion de 2. Bundesliga, l'EHC Wolfsburg Grizzly Adams, entraîne un élargissement de la ligue à 15 équipes. Depuis de la saison 2009, la ligue est bloquée à 16 équipes et n'accueille plus les champions de 2. Bundesliga.

## Format

### Équipes
| \| Augsbourg Berlin Düsseldorf Bremerhaven Francfort-sur-le-Main Ingolstadt Iserlohn Cologne Mannheim Munich Nuremberg Schwenningen Straubing Wolfsbourg \| Localisation des clubs engagés dans le championnat. |
| Augsbourg Berlin Düsseldorf Bremerhaven Francfort-sur-le-Main Ingolstadt Iserlohn Cologne Mannheim Munich Nuremberg Schwenningen Straubing Wolfsbourg                                                           |

| Équipe                         | Ville                 | Patinoire                     | Capacité |
| ------------------------------ | --------------------- | ----------------------------- | -------- |
| Augsburger Panther             | Augsbourg             | Curt Frenzel Stadion          | 6 218    |
| Eisbären Berlin                | Berlin                | Mercedes-Benz Arena           | 14 500   |
| Düsseldorfer EG                | Düsseldorf            | PSD Bank Dome                 | 13 400   |
| Fischtown Pinguins Bremerhaven | Bremerhaven           | Eisarena Bremerhaven          | 4 647    |
| Frankfurt Lions                | Francfort-sur-le-Main | Eissporthalle Frankfurt       | 6 946    |
| ERC Ingolstadt                 | Ingolstadt            | Saturn Arena                  | 4 681    |
| Iserlohn Roosters              | Iserlohn              | Balver Zinn Arena             | 4 997    |
| Kölner Haie                    | Cologne               | Lanxess Arena                 | 18 500   |
| Adler Mannheim                 | Mannheim              | SAP Arena                     | 13 600   |
| EHC Munich                     | Munich                | Olympia-Eissportzentrum       | 6 256    |
| Nürnberg Ice Tigers            | Nuremberg             | Arena Nürnberger Versicherung | 8 200    |
| Schwenninger Wild Wings        | Schwenningen          | Helios Arena                  | 6 215    |
| Straubing Tigers               | Straubing             | Eisstadion am Pulverturm      | 5 825    |
| EHC Wolfsburg Grizzly Adams    | Wolfsbourg            | Eis Arena Wolfsburg           | 4 668    |

### Format actuel
Depuis 2009, chaque équipe rencontre ses 13 adversaires quatre fois en saison régulière (2 fois à domicile, 2 fois à l'extérieur), soit un total de 52 rencontres par club.
L'attribution des points se fait selon le système international : 3 points sont accordés lors d'une victoire dans le temps réglementaire, 2 pour une victoire en prolongation ou aux tirs au but, 1 pour une défaite en prolongation et 0 lors d'une défaite dans le temps réglementaire.
À l'issue de la saison régulière, les 6 premiers du classement sont directement qualifiés pour les quarts-de-finale des séries éliminatoires. Les deux dernières places sont attribuées aux vainqueurs des séries de qualification, disputées par les équipes classées de la septième à la dixième place lors de la saison régulière. En novembre 2009, les clubs s'accordent pour que, à partir de la saison 2010-2011, toutes les séries éliminatoires se disputent au meilleur des sept matchs, hormis le tour de qualification, qui se dispute, quant à lui, au meilleur des trois matchs.
Depuis 2006, il n'y a plus ni relégation ni promotion automatique en fonction des résultats sportifs. Les clubs classés au-delà de la dixième place terminent donc leur saison sans risque de descendre en deuxième division.

### Précédents formats
Depuis la création de la DEL en 1994, la formule du championnat a souvent évolué : variations dans le nombre d'équipes engagées, de matchs en saison régulière, du format des séries éliminatoires, maintien ou abandon du système de relégation, … Le tableau ci-dessous permet de récapituler ces changements.
| Saison    | Nombre d'équipes | Nombre de confrontation en saison régulière                                                                                       | Matchs en saison régulière | Qualifiés pour les séries | Relégation                             |
| --------- | ---------------- | --- | -------------------------- | ------------------------- | -------------------------------------- |
| 1994-1995 | 18               | 2 rencontres entre chaque équipe, puis groupes régionaux                                                                          | 44                         | 16                        | Pas de relégation                      |
| 1995-1996 | 18               | 2 ou 3 rencontres | 50                         | 16                        | Pas de relégation                      |
| 1996-1997 | 16               | 1re phase : poule unique, 2 rencontres 2e phase : 2 poules : poule des champions (6 équipes), poule de qualification (10 équipes) | 48/50                      | 8                         | « Play-downs » : 8 équipes, 1 reléguée |
| 1997-1998 | 16               | 1re phase : poule unique, 2 rencontres 2e phase : 2 poules : poule des champions (6 équipes), poule de qualification (10 équipes) | 48/50                      | 14                        | Pas de relégation                      |
| 1998-1999 | 14               | 4 rencontres | 52                         | 8                         | Pas de relégation                      |
| 1999-2000 | 15               | 4 rencontres | 56                         | 8                         | Poule de maintien                      |
| 2000-2001 | 16               | 4 rencontres | 60                         | 8                         | Pas de relégation                      |
| 2001-2002 | 16               | 4 rencontres | 60                         | 8                         | Play-downs : 2 équipes, 1 reléguée     |
| 2002-2003 | 14               | 4 rencontres | 52                         | 8                         | Play-downs : 2 équipes, 1 reléguée     |
| 2003-2004 | 14               | 4 rencontres | 52                         | 8                         | Play-downs : 2 équipes, 1 reléguée     |
| 2004-2005 | 14               | 4 rencontres | 52                         | 8                         | Play-downs : 2 équipes, 1 reléguée     |
| 2005-2006 | 14               | 4 rencontres | 52                         | 8                         | Play-downs : 2 équipes, 1 reléguée     |
| 2006-2007 | 14               | 4 rencontres | 52                         | 10                        | Pas de relégation                      |
| 2007-2008 | 15               | 4 rencontres | 56                         | 10                        | Pas de relégation                      |
| 2008-2009 | 16               | 3 ou 4 rencontres | 52                         | 10                        | Pas de relégation                      |
| 2009-2010 | 15               | 4 rencontres | 56                         | 10                        | Pas de relégation                      |
| 2010-2011 | 15               | 4 rencontres | 56                         | 10                        | Pas de relégation                      |

## Histoire

Logo de 2001 à 2011.
Logo de 2011 à 2019.
Logo de 2019 à 2021.
Logo depuis 2021.

### Le championnat avant la DEL
Le premier championnat de hockey sur glace en Allemagne fut le Deutsche Meisterschaften (littéralement Le Championnat Allemand) qui s'est tenu de 1912 à 1948 avec une suspension entre 1915 et 1919 à cause de la Première Guerre mondiale et une autre en 1945, à la suite de la Seconde Guerre mondiale. Au cours de cette période le Berliner Schlittschuhclub domine le championnat. Ses succès l'amène également à participer à la Coupe Spengler qu'il remporte à trois reprises, devenant le club le plus titré de l'histoire du hockey allemand.  À la suite de la division de l'Allemagne entre RFA et RDA, deux championnats se tiennent indépendamment à partir de 1949 : la DDR-Oberliga en Allemagne de l'Est et l'Oberliga en Allemagne de l'Ouest à laquelle succède la Bundesliga en 1958. En 1990, avec la réunification, toutes les équipes sont réunies au sein de la Bundesliga.
En décembre 1993, le projet de fonder une nouvelle ligue professionnelle de hockey en Allemagne fut officiellement annoncé. Le président de la Fédération d'Allemagne de hockey sur glace (Deutscher Eishockey-Bund, abrégé en DEB), Ulf Jäkel, le directeur sportif de la DEB, Franz Reindl, ainsi que les directeurs des clubs d'Augsbourg, Gottfried Neumann et de Düsseldorf, Wolfgang Bonenkamp, avaient depuis longtemps travaillé sur de tels projets, en réalisant notamment des tournées en Amérique du Nord pour s'inspirer des championnats existants, en particulier de la LNH, qui devait servir de modèle sportif, alors que la Ligue internationale de hockey (IHL), dont tous les clubs présentaient alors un bilan positif, serait le modèle économique.
Il était alors prévu d'abolir le système de promotion/relégation, ce qui provoqua de vives critiques, en particulier celles du président de Krefeld, Hans-Ulbricht Urban, qui avançait alors qu'« une réforme aussi immense ne pourrait pas fonctionner dans une Allemagne traditionaliste ». De plus, de nombreux clubs des deux premières divisions étaient gangrénés par d'importants problèmes financiers. Derrière les trois ou quatre clubs qui prenaient de gros risques pour tenter de suivre le Düsseldorf EG, dominateur pendant les années 1990 et titré quatre fois à la suite (de 1990 à 1993), les autres luttaient pour survivre. Ainsi, seules onze équipes purent prendre part à l'ouverture de la saison 1993/94 de deuxième division, au lieu des douze initialement prévues. En outre, le SV Bayreuth puis le SC Memmigen durent se retirer en cours de saison en raison de leurs finances. Après la clôture du championnat, l'ECD Sauerland et l'EHC Essen-West s'ajoutèrent à la liste des clubs en faillite. À l'exception de l'EV Landsberg, dont les joueurs n'étaient que semi-professionnels, tous les clubs étaient censés être entièrement professionnels. Mais, dans les faits, les formations de deuxième division manquaient de publicité et donc d'argent. Ainsi, pratiquement tous les membres de l'élite augmentèrent leur budget, afin d'éviter la relégation. En deux ans, le budget des clubs de première division augmenta de 25 % pour atteindre  la somme cumulée de 88,6 millions de marks (45,3 millions d'euros).
Puisque les clubs n'avaient pas l'argent nécessaire à leurs dépenses, ils eurent recours à des mesures exceptionnelles. Par exemple, le champion de l'exercice précédent (1993/1994), le club de l'Hedos München se sépara de ses joueurs vedettes, comme Georg Franz ou Wally Schreiber, alors qu'ils avaient auparavant accepté de réduire leur salaire de 10 %. À Mannheim, on s'accorda sur une baisse de 30 % des rémunérations. Au total, la dette des clubs de l'élite atteignait 50 millions de marks (environ 25,5 millions d'euros). C'est pour cela que les responsables du projet de nouvelle ligue ne prévoyait qu'une seule division professionnelle, comme l'a dit Franz Reindl : « En Allemagne, nous n'avons pas le potentiel pour deux divisions professionnelles ».
Au sein de la fédération, on créa la société DEL, dans laquelle un droit de regard fut accordé aux clubs par l'intermédiaire d'un conseil consultatif. On fixa comme conditions préalables à l'adhésion un plan d'épuration des dettes, un droit d'entrée de 500 000 marks (255 000 euros), un budget d'au minimum 4,5 millions de marks (2,3 millions d'euros), une patinoire aux normes et au moins 15 joueurs professionnels, liés par contrats. Il était stipulé que les clubs devaient mettre de côté 10 % de leur budget et informer régulièrement la direction de la ligue de leur situation financière. De plus, on instaura une autorité centrale pour la vente des produits dérivés et des droits de retransmission afin de réduire les disparités entre les clubs.

### Fondation
Malgré les critiques virulentes de Mannheim, de Krefeld, de Berlin et de Rosenheim, vingt des vingt-et-un clubs encore en activité des première et deuxième divisions acceptèrent la réforme. Seul le président de Krefeld, Hans Ulrich Urban, s'y opposa.
Franz Reindl et l'ancien manager de Munich, Franz Hofherr prirent la direction de la nouvelle entité et furent également responsables de l'attribution des licences. Tous les clubs de la première division (y compris Krefeld), tous ceux de la deuxième – à l'exception de l'EV Landsberg – ainsi que l'ETC Timmendorfer Strand et l'ESC Wendemark, venus de l'Oberliga Nord posèrent leur candidature. Les deux pensionnaires de l'Oberliga, l'EHC Nuremberg, l'ES Weißwasser, le BSC Preussen et le champion en titre, l'Hedos München virent en premier lieu leur demande de licence refusée. Cependant, tous les clubs, hormis ceux d'Oberliga, obtinrent finalement l'autorisation de concourir après une lutte acharnée devant la commission d'arbitrage de la fédération : les Eisbären Berlin et l'EC Ratingen présentèrent un important dispositif de réduction des dettes, et Weißwasser fit connaître son nouveau sponsor, qui souhaitait investir 1,2 million de marks (610 000 euros) dans le club. Le dernier club validé fut l'Hedos München qui prit le départ de la compétition sous le nom de Maddogs München et qui obtint son laissez-passer peu de temps avant la date butoir. Ainsi, au 20 juin, on compta 18 participants.
- Augsburger EV (Augsbourg)
- EHC Eisbären Berlin (Berlin)
- BSC Preussen Berlin (Berlin)
- Düsseldorf EG (Düsseldorf)
- Frankfurt Lions (Francfort-sur-le-Main)
- EC in Hannover (Hanovre)
- Kassel Huskies (Cassel)
- Kaufbeurer Adler (Kaufbeuren)
- Kölner EC (Cologne)
- Krefelder EV (Krefeld)
- EV Landshut (Landshut)
- Mannheimer ERC (Mannheim)
- Maddogs München (Munich)
- EHC 80 Nürnberg (Nuremberg)
- EC Ratingen (Ratingen)
- SB Rosenheim (Rosenheim)
- ESG Füchsen Sachsen Weißwasser/Chemnitz (Weißwasser)
- Schwenninger ERC (Villingen-Schwenningen)

### Une première saison agitée
La rencontre inaugurale de la saison 1994/95 se joua à guichets fermés dans le Curt Frenzel Stadion entre le Augsburger Panther et les Maddogs de Munich, qui l'emportèrent 6 buts à 1. Le coup d'envoi du match fut donné par Bobby Hull et Paul Ambros, les parrains de la partie. Les autres patinoires furent également bien remplies, puisque, au total, 45 000 spectateurs assistèrent aux matchs de la première journée.
Malgré des débuts réussis, la DEL se retrouva confrontée à une importante crise dès le lendemain de Noël, quand les Maddogs de Munich, champions en titre déposèrent le bilan. La commission d'admission ne leur avait attribué une licence que sous conditions et avait exigé des garanties financières, qui se sont finalement révélées insuffisantes.
De plus, le 18 février 1995, le président de la DEB, Ulf Jäkel, pour éviter une destitution, présenta sa démission en raison de deux irrégularités : une entreprise, dont Jäkel possédait des parts, avait pris le contrôle de la gestion de la DEL et une autre entreprise, basée dans la région natale de Jäkel, avait été chargée de créer le logo de la DEL.
Cependant, attirés par des échos positifs concernant les qualités sportives de la DEL, quelques joueurs de la LNH pallièrent au lock-out de la ligue nationale en venant en Allemagne. On peut citer Brendan Shanahan à Düsseldorf, Pavel Boure à Landshut, Scott Young à Landshut puis à Francfort, Robert Reichel à Francfort, Doug Weight à Rosenheim, Uwe Krupp à Landshut, Glenn Anderson à Augsbourg, et Vincent Damphousse à Ratingen.
Finalement, les Kölner Haie, entraînés par Bob Murdoch, venu de Munich après la faillite des Maddogs, parvinrent à s'imposer dans les play-off et devinrent les premiers champions de la DEL.
La saison 1995/1996 s'ouvrit sur une querelle entre le nouveau président de la fédération, Rainer Gossman, qui représentait également les petits clubs amateurs et le porte parole des clubs de la DEL, Bernd Schäfer III. Celui-ci voulait accentuer l'indépendance de la ligue vis-à-vis de la fédération, c'est pourquoi il prévoyait la fondation d'une Ligue Nationale de Hockey (Nationaler Eishockey-Liga, abrégé en NEL) pour succéder à la DEL. Ce projet reçut l'approbation de nombreux clubs mais fut interrompu par l'intervention de la fédération internationale, pour qui la NEL ne serait qu'un championnat sauvage et donc sans droits, l'avenir de la DEL fut assuré.

### L'arrêt Bosman et ses conséquences
L'arrêt Bosman de la Cour de justice de l'Union européenne, en date du 15 décembre 1995 a permis aux formations de la DEL de se rendre actifs sur le marché des transferts, puisque les ressortissants des pays membres de l'Union européenne n'entrèrent plus en compte dans le nombre de joueurs étrangers, limité à deux par club (cette limite fut portée à trois en 1995/1996). Ce sont surtout Düsseldorf et Cologne, les futurs finalistes, qui ont bénéficié de cette décision et qui ont pu renforcer leurs effectifs. Ces deux clubs se sont rencontrés dans une finale en forme de derby du Rhin, remportée par Düsseldorf au terme de quatre matchs et ce malgré un parcours difficile en saison régulière. Cette victoire fut fêtée devant une foule de 30 000 personnes, réunies devant l'hôtel de ville.
Cependant, cet arrêt n'eut d'impact majeur sur la constitution des effectifs que lors de la saison 1996/97, puisque les joueurs allemands étaient désormais en concurrence directe avec ceux issus de toute l'Union européenne et qu'ainsi les clubs ont pu faire baisser les salaires de manière significative. Ainsi, lors de cette saison, 97 ressortissants de l'UE prirent part au championnat allemand. Cependant le perpétuel mouvement des joueurs entre les clubs conduit également à une baisse de l'affluence dans les patinoires.
L'arrêt fut surtout une opportunité pour les petits clubs. Ainsi les Huskies de Cassel et les Eisbären Berlin figurèrent parmi les équipes de pointe lors de cet exercice, tandis que le champion en titre, Düsseldorf ne parvint pas à se qualifier pour les séries finales. L'autre grand perdant fut l'EV Landshut, dont le manager général, Max Fedra, fut critiqué pour ne pas avoir engagé suffisamment de joueurs étrangers, préférant se reposer sur des joueurs allemands, contrairement aux autres équipes. La plus grosse surprise vint toutefois des Huskies de Cassel, qui terminèrent en tête de la saison régulière et atteignirent la finale avant d'échouer face aux Adler Mannheim. Leur manager, Marcus Kuhl et leur entraîneur, Lance Nethery, engagèrent des hommes venus de nations modestes du hockey (France, Italie, Autriche), mais désireux de faire leurs preuves en DEL.

### Séparation entre la fédération et le championnat. Domination des Adler Mannheim
Le conflit opposant les clubs de l'élite et la fédération s'envenima lors de la saison 1996/97, lorsque Bernd Schäfer III fut élu président de la ligue, alors que la fédération rencontrait des problèmes financiers. De plus, le précédent accord liant les deux entités fut dissous par la cour d'arbitrage de la DEL et sous la pression de l'IIHF, il fut décidé de l'autonomie de la DEL, qui venait de négocier un nouveau contrat de retransmission TV avec le groupe Taurus de Leo Kirch. Le lien entre la fédération et la ligue ne fur toutefois pas totalement rompu.
Lors des saisons suivantes, le championnat fut dominé par les Adler Mannheim, alors qu'ils n'évoluaient qu'en milieu de tableau en 95/96. Leur suprématie ne fut interrompue qu'en 1999/2000 par une défaite en quart-de-finale face aux Huskies de Cassel. Avant le début de cette saison, l'entraîneur victorieux de Mannheim, Lance Nethery avait signé avec les Kölner Haie, qu'il mena en finale, perdue face aux Barons de Munich du milliardaire américain Philip Anschutz, qui avait repris la licence des Cannibals de Landshut et l'avait transférée à Munich avec l'aide de Bernd Schäfer III.
En 2001, les Adler renouèrent avec la victoire en battant en finale le champion sortant, Munich.
En 2001/02, il n'eut aucun changement dans la liste des équipes engagées par rapport à l'exercice précédent. Ce fut la première fois dans l'histoire de la ligue que cet objectif fut atteint et ce malgré de nombreuses difficultés. En effet, le BSC Preussen Berlin, qui prit le nom de Berlin Capitals en 1997, n'avaient que 9 joueurs sous contrat peu avant le coup d'envoi de la saison en raison de graves problèmes financiers. Ils furent donc sanctionnés d'une amende de 100 000 euros ainsi que de 6 points de pénalité. De plus, les supporters de Schwennigen et des Moskitos d'Essen durent injecter de l'argent dans leur club afin d'en assurer la pérennité.

### L'ère des salles multifonctionnelles
En 1997/98, les Revierlöwen d'Oberhausen ouvrirent une nouvelle ère lorsqu'ils emménagèrent dans leur nouvelle enceinte multifonctionnelle, l'Arena Oberhausen. Ce type d'installation se caractérise par sa modularité et peut accueillir de nombreuses manifestations différentes (rencontres d'autres disciplines sportives, concerts…), ce qui augmente sa rentabilité.
D'autres clubs suivirent ce modèle et construisirent de nouvelles salles, plus grandes et plus modernes. Les Kölner Haie prirent possession en 1998 de la Kölnarena, aujourd'hui appelée Lanxess Arena, et qui fut à l'époque la plus grande salle du championnat. Pendant ce temps, en 2001, la ville de Nuremberg donna un nouveau toit aux Ice Tigers grâce à la construction de l'Arena Nürnberger Versicherung. À Hanovre, la Preussag Arena, rebaptisée TUI Arena en 2005, fut inaugurée à l'occasion de l'Exposition universelle de 2000. Ces trois patinoires accueillirent le Championnat du monde de hockey sur glace 2001.
En 2002, le propriétaires des Barons de Munich, Philip Anschutz transféra sa franchise à Hambourg et créa les Hamburg Freezers, ce qui fut rendu possible par la construction de la Color Line Arena par l'entrepreneur finlandais, Harry Harkimo. Le 2 septembre 2005, l'ouverture de la SAP Arena à Mannheim permit aux Adler de remplacer l'Eissatadion am Friedrichspark, en piteux état. Avec l'inauguration de l'ISS Dome à Düsseldorf, le 2 septembre 2006, ce sont désormais 5 équipes qui disposent d'une salle d'une capacité supérieure à 10 000 places.
Le dernier projet en date est celui de Philip Anschutz, qui fit ériger en 2008 à Berlin, l'O2 World et ses 14 500 places, ce qui en fait la deuxième plus grosse enceinte du championnat. Ainsi huit des seize équipes de l'élite évoluent dans des salles omnisports.
Les déménagements dans ces nouvelles structures eurent un effet positif sur l'affluence du championnat. Ainsi, le nombre moyen de spectateurs par match passa de 4414 en 99/00 à plus de 6 000 l'année suivante. Ce chiffre se stabilisa ensuite à ce niveau, ce qui place la DEL, pour l'année 2009, à la troisième place des championnats européens les plus suivis, derrière l'Elitserien suédoise et la Ligue nationale A suisse. De plus, la Lanxess Arena et la SAP Arena servirent d'hôtes pour le championnat du monde 2010.

### Les étoiles de la LNH dans les salles allemandes
10 ans précisément après le premier lock-out, les joueurs de la LNH entrèrent en grève et furent de nouveau privés de championnat en 2004. Quelques-uns d'entre eux y remédièrent en s'engageant en DEL. On peut notamment citer la signature de Mike York pour les Iserlohn Roosters ou celle des joueurs de nationalité allemande, Marco Sturm, Jochen Hecht et Olaf Kölzig. Ce sont surtout l'ERC Ingolstadt et les Adler de Mannheim, qui  profitèrent de cette grève puisqu'ils recrutèrent chacun quatre joueurs issus de la LNH. Le champion en titre, Francfort, s'assura, au début de la saison, des services de Stéphane Robidas, qui fut rejoint ensuite par la star américaine Doug Weight. Tous deux jouèrent un rôle décisif sur les résultats des Lions, qui terminèrent en tête de la saison régulière. De plus, ce fut un représentant de la LNH, Erik Cole, des Eisbären Berlin, qui fut désigné meilleur joueur des séries finales.

### Arrivée d'arbitres professionnels
La signature de l'arbitre américain Rick Looker fut au cœur de tous les débats lors de la saison 2005/06, car il fut non seulement le premier arbitre étranger à évoluer dans le championnat allemand, mais également l'un des plus controversés. Il quitta finalement la ligue en 2010 ; lorsque son contrat arriva à son terme. Cependant, d'autres arbitres professionnels entrèrent au service de la DEL. On peut citer Daniel Piechaczek et Frank Awizus, qui arrivèrent en 2006/07, ou Georg Jablukov, qui s'engagea le 1er septembre 2009. Cependant, en 2008, Awizus mit fin à sa carrière pour raisons de santé.

### Accords de coopération avec la fédération
Un nouvel accord de coopération entre la Fédération d'Allemagne de hockey sur glace et l'ESBG (Eishockeyspielbetriebsgesellschaft, organisme regroupant les clubs des deux premières divisions) fut signé en 2006 afin d'assurer l'avenir économique du championnat. Cependant, cet accord prévoyait l'abandon du système de promotion et de relégation, ce qui fut très sévèrement critiqué, notamment par les clubs de deuxième division, mais également par certaines formations de l'élite, comme les DEG Metro Stars ou les Kölner Haie. Toutefois, ce projet fut finalement adopté, sous la pression des Eisbären Berlin et des Hamburg Freezers, les deux clubs dirigés par Philip Anschutz. Théoriquement, le système promotion/relégation aurait dû être réintroduit pour la saison 2008/09, mais en raison d'importants désaccords sur la forme que prendrait la poule de relégation, il n'y a plus depuis cette date ni montée ni descente entre les deux premières divisions.

## Palmarès

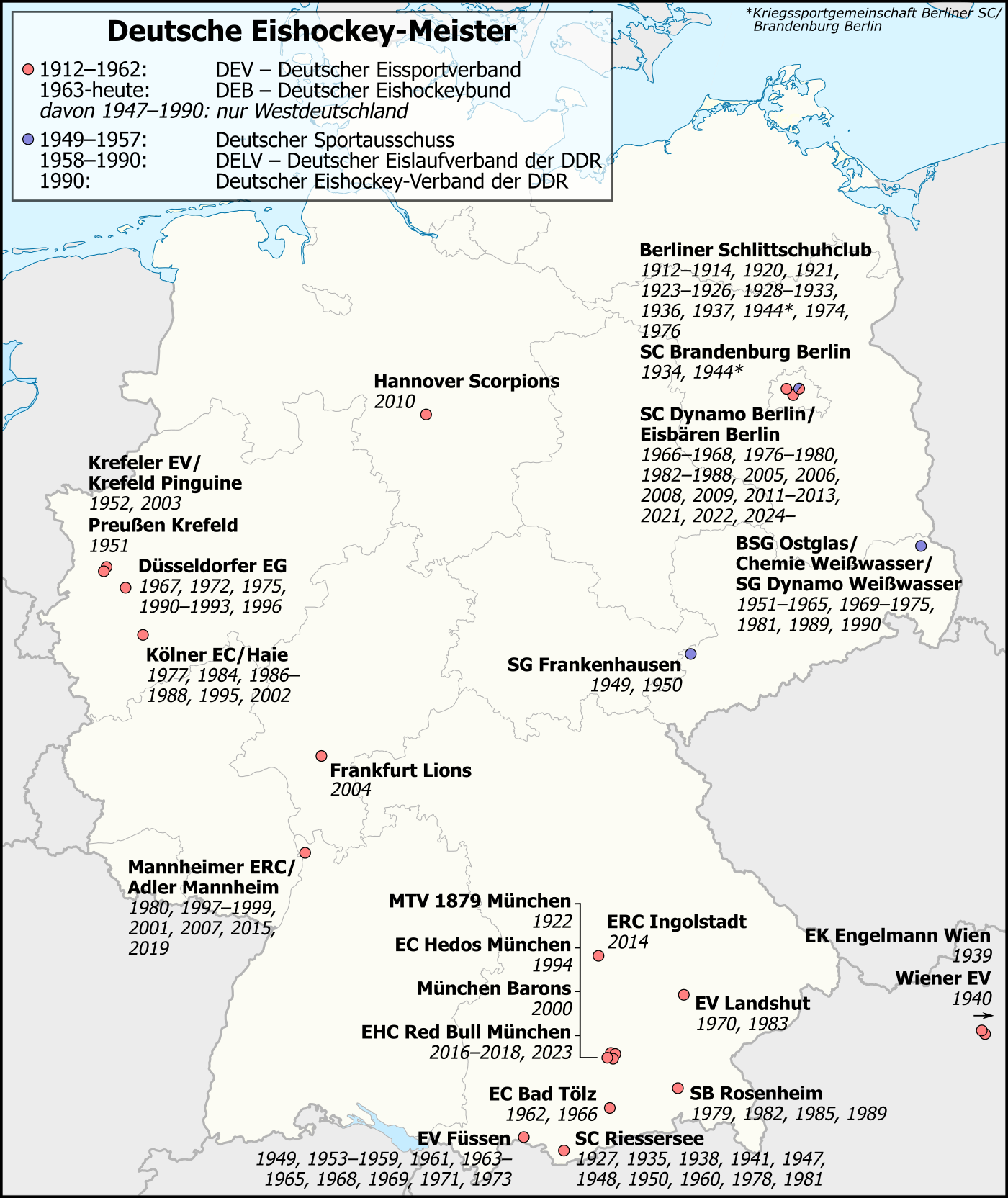
Clubs Champion d'Allemagne depuis 1912.

### 1912-1948
- 1912 : Berlin SC
- 1913 : Berlin SC
- 1914 : Berlin SC
- 1915-19 pas de championnat
- 1920 : Berlin SC
- 1921 : Berlin SC
- 1922 : MTV Munich
- 1923 : Berlin SC
- 1924 : Berlin SC
- 1925 : Berlin SC
- 1926 : Berlin SC
- 1927 : SC Riessersee
- 1928 : Berlin SC
- 1929 : Berlin SC
- 1930 : Berlin SC
- 1931 : Berlin SC
- 1932 : Berlin SC
- 1933 : Berlin SC
- 1934 : SC Brandebourg
- 1935 : SC Riessersee
- 1936 : Berlin SC
- 1937 : Berlin SC
- 1938 : SC Riessersee
- 1939 : Engelmann Vienne
- 1940 : Vienne EG
- 1941 : SC Riessersee
- 1942-43 pas de championnat
- 1944 : KG Berlin SC / SC Brandebourg
- 1945-46 pas de championnat
- 1947 : SC Riessersee
- 1948 : SC Riessersee

### 1949-1990 Division de l'Allemagne
Allemagne de l'Ouest
- 1949 : EV Füssen
- 1950 : SC Riessersee
- 1951 : Preußen Krefeld
- 1952 : Krefelder EV
- 1953 : EV Füssen
- 1954 : EV Füssen
- 1955 : EV Füssen
- 1956 : EV Füssen
- 1957 : EV Füssen
- 1958 : EV Füssen
- 1959 : EV Füssen
- 1960 : SC Riessersee
- 1961 : EV Füssen
- 1962 : EC Bad Tölz
- 1963 : EV Füssen
- 1964 : EV Füssen
- 1965 : EV Füssen
- 1966 : EC Bad Tölz
- 1967 : Düsseldorfer EG
- 1968 : EV Füssen
- 1969 : EV Füssen
- 1970 : EV Landshut
- 1971 : EV Füssen
- 1972 : Düsseldorfer EG
- 1973 : EV Füssen
- 1974 : Berliner Schlittschuhclub
- 1975 : Düsseldorfer EG
- 1976 : Berliner Schlittschuhclub
- 1977 : Kölner EC
- 1978 : SC Riessersee
- 1979 : Kölner EC
- 1980 : Mannheimer ERC
- 1981 : SC Riessersee
- 1982 : SB Rosenheim
- 1983 : EV Landshut
- 1984 : Kölner EC
- 1985 : SB Rosenheim
- 1986 : Kölner EC
- 1987 : Kölner EC
- 1988 : Kölner EC
- 1989 : SB Rosenheim
- 1990 : Düsseldorfer EG

Allemagne de l'Est
- 1949 : SG Frankenhausen
- 1950 : SG Frankenhausen
- 1951 : BSG Ostglas Weißwasser
- 1952 : BSG Ostglas Weißwasser
- 1953 : BSG Chemie Weißwasser
- 1954 : SG Dynamo Weißwasser
- 1955 : SG Dynamo Weißwasser
- 1956 : SG Dynamo Weißwasser
- 1957 : SG Dynamo Weißwasser
- 1958 : SG Dynamo Weißwasser
- 1959 : SG Dynamo Weißwasser
- 1960 : SG Dynamo Weißwasser
- 1961 : SG Dynamo Weißwasser
- 1962 : SG Dynamo Weißwasser
- 1963 : SG Dynamo Weißwasser
- 1964 : SG Dynamo Weißwasser
- 1965 : SG Dynamo Weißwasser
- 1966 : SC Dynamo Berlin
- 1967 : SC Dynamo Berlin
- 1968 : SC Dynamo Berlin
- 1969 : SG Dynamo Weißwasser
- 1970 : SG Dynamo Weißwasser
- 1971 : SG Dynamo Weißwasser
- 1972 : SG Dynamo Weißwasser
- 1973 : SG Dynamo Weißwasser
- 1974 : SG Dynamo Weißwasser
- 1975 : SG Dynamo Weißwasser
- 1976 : SC Dynamo Berlin
- 1977 : SC Dynamo Berlin
- 1978 : SC Dynamo Berlin
- 1979 : SC Dynamo Berlin
- 1980 : SC Dynamo Berlin
- 1981 : SG Dynamo Weißwasser
- 1982 : SC Dynamo Berlin
- 1983 : SC Dynamo Berlin
- 1984 : SC Dynamo Berlin
- 1985 : SC Dynamo Berlin
- 1986 : SC Dynamo Berlin
- 1987 : SC Dynamo Berlin
- 1988 : SC Dynamo Berlin
- 1989 : SG Dynamo Weißwasser
- 1990 : SG Dynamo Weißwasser

### 1991-1994
- 1991 : Düsseldorfer EG
- 1992 : Düsseldorfer EG
- 1993 : Düsseldorfer EG
- 1994 : EC Hedos Munich

### DEL (depuis 1995)
- 1995 : Kölner Haie
- 1996 : Düsseldorfer EG
- 1997 : Adler Mannheim
- 1998 : Adler Mannheim
- 1999 : Adler Mannheim
- 2000 : München Barons
- 2001 : Adler Mannheim
- 2002 : Kölner Haie
- 2003 : Krefeld Pinguine
- 2004 : Frankfurt Lions
- 2005 : Eisbären Berlin
- 2006 : Eisbären Berlin
- 2007 : Adler Mannheim
- 2008 : Eisbären Berlin
- 2009 : Eisbären Berlin
- 2010 : Scorpions de Hanovre
- 2011 : Eisbären Berlin
- 2012 : Eisbären Berlin
- 2013 : Eisbären Berlin
- 2014 : ERC Ingolstadt
- 2015 : Adler Mannheim
- 2016 : EHC Munich
- 2017 : EHC Munich
- 2018 : EHC Munich
- 2019 : Adler Mannheim
- 2020 : Non décerné
- 2021 : Eisbären Berlin
- 2022 : Eisbären Berlin
- 2023 : EHC Munich
- 2024 : Eisbären Berlin
- 2025 : Eisbären Berlin

### Par club
|     | Club            | Titres | Dernier titre |
| --- | --------------- | ------ | ------------- |
| 1er | Berlin SC       | 20     | 1976          |
| 2e  | EV Füssen       | 16     | 1973          |
| 3e  | SC Riessersee   | 10     | 1981          |
| 4e  | Düsseldorfer EG | 8      | 1996          |
| 4e  | Adler Mannheim  | 8      | 2019          |
| 6e  | Eisbären Berlin | 7      | 2013          |